# Peio Monteano
Peio Joseba Monteano Sorbet (Villava, Navarra. 1963) es un escritor, historiador y sociólogo. Licenciado en Geografía e Historia (1994) por la UNED, y Licenciado en Sociología (1997) y doctor en Historia (1999) por UPNA. En 1994, recibió el Premio Nacional de Licenciatura de la UNED. En 1999, obtuvo su Doctorado en Historia con una tesis sobre el campesinado navarro dirigida por el catedrático Juan Carrasco Pérez. Es conocido por sus obras sobre Navarra en la Edad Media y la Edad Moderna, en particular aquellas que analizan el contexto político, histórico y cultural de ese período, pero también ha escrito ensayos sobre el euskera en la Navarra medieval y moderna. Hasta el día de hoy, ha escrito todas sus obras en español.

## Biografía
En 1994 recibió el Premio Nacional de Licenciatura de la UNED. Para realizar su tesis doctoral, el Gobierno Vasco le concedió una beca de cuatro años, trabajo que defendió con el título El mundo rural navarro en los siglos XV y XVI: el campesinado.
En 1999 fue brevemente alcalde de su localidad natal, Villava, como cabeza de lista de una agrupación electoral local impulsada por Eusko Alkartasuna. Presentó su dimisión del cargo el 14 de octubre de 1999 al no condenar sus socios de Euskal Herritarrok en el gobierno municipal el atentado sufrido por un compañero de corporación de UPN, José Luis Ruiz el anterior 12 de octubre.
Monteano volvió a recibir una beca entre 2002 y 2004 para formarse como investigador activo, lo que le permitió investigar en bibliotecas y archivos de España, Portugal, Alemania, Francia, Reino Unido, Polonia y Estados Unidos. Ha sido profesor en la UNED y en la Universidad del País Vasco. Desde 2007 es técnico superior de Archivos en el Archivo Real y General de Navarra.